# CJ Perry
Catherine Joy "CJ" Perry (nascida em 24 de março de 1985) é uma americana manager, lutadora profissional e atriz. Ela assinou contrato com a All Elite Wrestling, onde atua como CJ, onde é empresária do Andrade El Idolo. Ela é mais conhecida por sua passagem pela WWE de 2013 a 2021 sob o nome do ringue Lana.

## Início de vida
A mais velha de quatro irmãos, Perry nasceu em Gainesville, Flórida, tendo seus pais descendência portuguesa e venezuelana. Ela passou vários anos de sua infância na República Socialista Soviética da Letônia na União Soviética, onde seu pai trabalhava como missionário cristão. Perry e sua família permaneceram na Letônia depois que ela declarou sua independência da União Soviética em maio de 1990. Desde cedo, Perry aspirava a se tornar uma dançarina de balé como sua mãe. Ela participou da Riga Choreography School - escola de balé da Ópera Nacional da Letônia - e começou a dançar na Latvian National Ballet com 14 anos.
Com 17 anos, Perry voltou para os Estados Unidos. Ela inicialmente viveu em Nova Iorque, onde ela dançou no Alvin Ailey American Dance Theater, Ballet Hispanico, Broadway Dance Center e na Martha Graham Center of Contemporary Dance. Perry mais tarde se matriculou na Universidade do Estado da Flórida (FSU), com especialização em dança e atuação, porque ela queria "experimentar a universidade americana tradicional". Enquanto frequentava a FSU, Perry começou a frequentar também os jogos de futebol da faculdade com Jenn Sterger, Fabiola Romero e vários outros alunos, torcendo nas arquibancadas vestida de "cowgirls". Os alunos - conhecidos como os "Florida State Cowgirls" - entram na consciência pública depois de serem reconhecidos pelo comentarista Brent Musburger durante um jogo entre os Florida State Seminoles e Miami Hurricanes, que foi ao ar na ABC em setembro de 2005. Perry aproveitou a exposição para inciar sua carreira de modelo, aparecendo em sessões de fotos de publicações como o RIDGID Tool Calendar e trabalhando como uma porta-voz para a bebidas energéticas Matrix e Red Bull.
Ao se formar na FSU, Perry mudou-se para Los Angeles, Califórnia, com o objetivo de trabalhar em show business.

## Carreira como cantora e atriz
Em 2009, Perry se juntou ao  "No Means Yes", um girl group com contrato com a gravadora Ne-Yo, que compreendia Perry (anunciada como "CJ"), Kat, Shea e Tanu. O grupo lançou um único single- intitulado "Would You Like That." - gravando outros dois (intitulado "7 Years Bad Luck" e "Burn Rubber") antes de se separarem em 2010. Perry passou a trabalhar como dançarina de apoio para artistas como Keri Hilson, Nelly, Pink e Usher. Em 2013, Perry estrelou ao lado de Kelley Jakle em um vídeo para a música "Ain't It Fun" da banda Paramore.[carece de fontes?]
Perry começou sua carreira de atuação na The Groundlings School, tendo como treinador Larry Moss. Ela passou a atuar em papéis em um episódio do programa de televisão The Game em 2011, na comédia musical Pitch Perfect em 2012 e no episódio do programa de televisão Banshee em 2013. Ela conseguiu o papel principal em ICIRUS como Brit em 2011. Perry também atuou como "Legacy Bella" na sequela Pitch Perfect 2 em 2014. Em março de 2015, foi revelado que Perry estrelaria o próxima produção da WWE Studios intitulada Interrogation.

## Vida pessoal e Wrestling
Perry é casada com Miroslav Barnyashev, mais conhecido como o seu homólogo na televisão, Rusev. Eles vivem juntos em Nashville, Tennessee.

## Filmografia

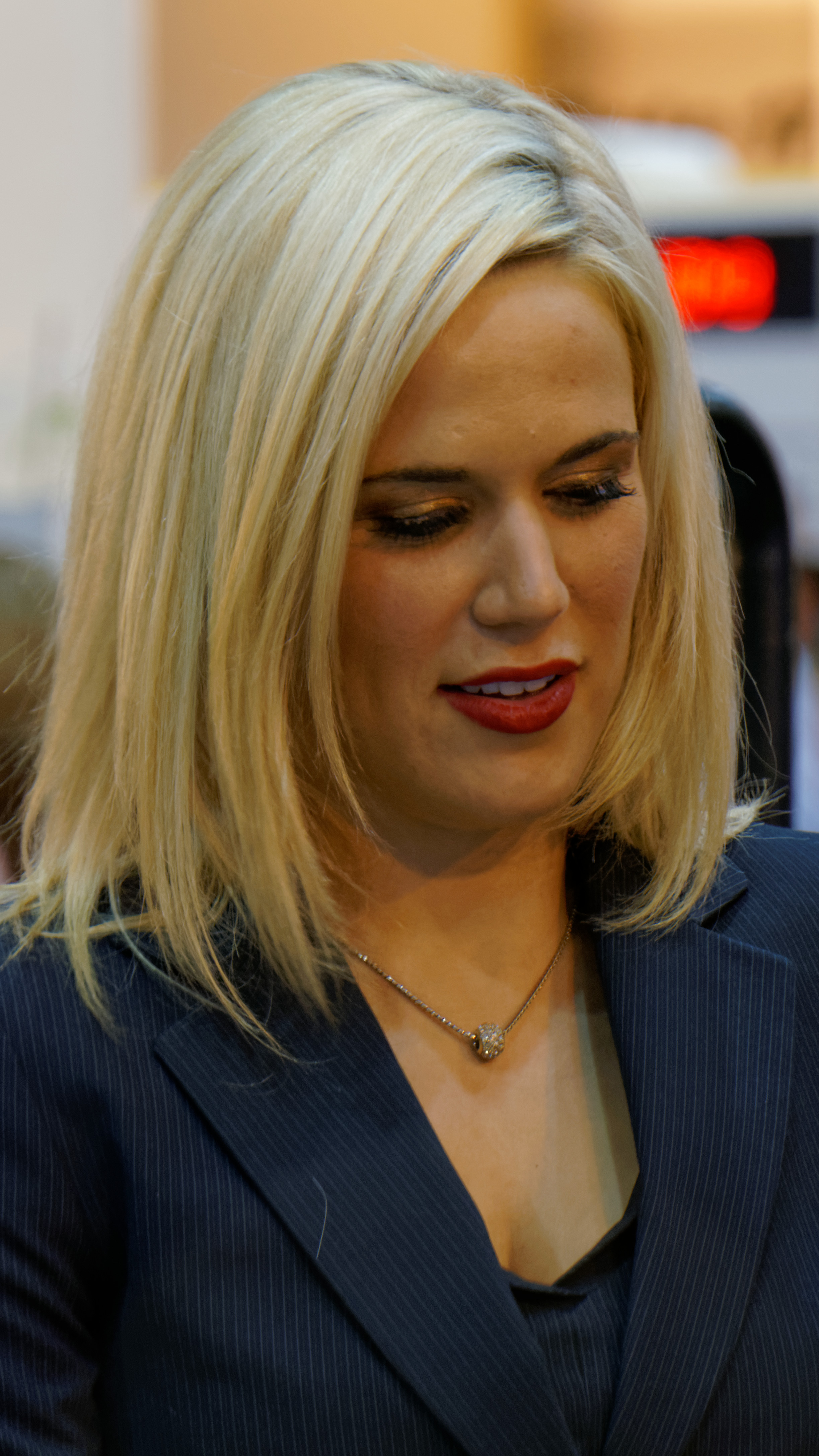
C.J. Perry em abril de 2014.

### Filmes
| Ano  | Título                                      | Papel         | Notas            |
| ---- | ------------------------------------------- | ------------- | ---------------- |
| 2008 | Benny Future and the Madman from Manchester | Arabella      |                  |
| 2011 | Big Mommas: Like Father, Like Son           | Dançarina     | Não-creditada    |
| 2011 | Big Time Beach Party                        | Dançarina     | Filme televisivo |
| 2012 | Pitch Perfect                               | Opening Bella |                  |
| 2013 | Soul                                        | Alexis        |                  |
| 2015 | Pitch Perfect 2                             | Legacy Bella  |                  |
| 2015 | Interrogation                               |               | Papel principal  |

### Televisão
| Ano       | Título                         | Papel       | Notas                               |
| --------- | ------------------------------ | ----------- | ----------------------------------- |
| 2008      | The Millionaire Matchmaker     | Ela mesma   | Episódio: "Tai/German"              |
| 2009      | The Real Housewives of Atlanta | Ela mesma   | Episódio: "Better Tardy Than Never" |
| 2011      | The Game                       | Ashley      | Episódio: "A Very Special Episode"  |
| 2011      | The Fresh Beat Band            | Steguitarus | Episódio: "Veloci-Rap-Star"         |
| 2011–2012 | I.C.I.R.U.S.                   | Brit        | 7 episódios                         |
| 2013      | Banshee                        | Crystal     | Episódio: "Wicks"                   |
| 2015      | Total Divas                    | Ela mesma   | Episódio: "Tea Mode"                |

## Discografia

### Singles
| Ano  | Single                | Álbum            |
| ---- | --------------------- | ---------------- |
| 2009 | "Would You Like That" | Single sem álbum |

## Campeonatos e prêmios
- Wrestling Observer Newsletter
  - Melhor personagem (2014) com Rusev[12]